# Sarcosina
La sarcosina, también conocida como N-metilglicina, es un producto intermedio y un subproducto en la síntesis y degradación de la glicina. La sarcosina es metabolizada a glicina por la enzima sarcosina deshidrogenasa, mientras que la glicina-N-metil transferasa genera sarcosina a partir de la glicina. La sarcosina es un derivado de aminoácidos que se encuentra naturalmente en los músculos y otros tejidos corporales. En el laboratorio, se puede sintetizar a partir de ácido cloroacético y metilamina. En la naturaleza la sarcosina se encuentra como intermediario en el metabolismo de la colina a la glicina. La sarcosina es dulce al gusto y se disuelve en agua. Se utiliza en la fabricación de tensioactivos biodegradables y pastas dentales, así como en otras aplicaciones. 
La sarcosina es omnipresente en los materiales biológicos y está presente en alimentos como las yemas de huevo, el pavo, el jamón, las verduras, las legumbres, etc. 
La sarcosina, como los compuestos relacionados dimetilglicina (DMG) y trimetilglicina (TMG), se forma a través del metabolismo de nutrientes como la colina y la metionina, que contienen grupos metilo utilizados en una amplia gama de reacciones bioquímicas. La sarcosina se degrada rápidamente a glicina, que, además de su importancia como componente de la proteína, desempeña un papel importante en diversos procesos fisiológicos como fuente metabólica principal de componentes de células vivas como el glutatión, la creatina, las purinas y la serina. La concentración de sarcosina en el suero sanguíneo de sujetos humanos normales es 1.4 ± 0.6 mM.

## Historia
La sarcosina fue aislada y nombrada por el químico alemán Justus von Liebig en 1847. Jacob Volhard la sintetizó por primera vez en 1862 mientras trabajaba en el laboratorio de Hermann Kolbe. Antes de la síntesis de la sarcosina, se sabía que era producto de la hidrólisis de la creatina, un compuesto que se encuentra en el extracto de carne. Bajo este supuesto, al preparar el compuesto con metilamina y ácido monocloroacético, Volhard demostró que la sarcosina era la N-metilglicina.

## Uso clínico

### Toxicidad
Se han observado problemas motores y respiratorios en ratas a 10 mg/kg, lo equivalente a 800 mg para una persona de 80 kg.

### Esquizofrenia
La sarcosina ha sido investigada en relación con la esquizofrenia. La evidencia preliminar sugiere que la ingesta de 2 g/día de sarcosina como terapia complementaria con ciertos antipsicóticos (no con la clozapina) en la esquizofrenia proporciona disminución en la sintomatología positiva y negativa, así como en los síntomas psicopatológicos neurocognitivos y generales que son comunes a la enfermedad. La sarcosina había sido bien tolerada. También se está investigando para la posible prevención de la enfermedad esquizofrénica durante la etapa prodrómica de la enfermedad. Actúa como inhibidor del transportador de glicina tipo 1 y agonista de glicina. Aumenta las concentraciones de glicina en el cerebro, lo que provoca una mayor activación del receptor NMDA y la disminución de los síntomas. Como tal, podría ser una opción de tratamiento interesante. Un metaanálisis de 2011 encontró que la sarcosina adyuvante tiene un tamaño de efecto medio para los síntomas negativos y totales.

### Depresión
El trastorno depresivo mayor es una enfermedad compleja y la mayoría de los antidepresivos disponibles apuntan a la monoamina, por lo que exhiben eficacia limitada y efectos cognitivos. Los receptores de N-metil-D-aspartato (NMDAr), un subtipo de receptor de glutamato, juegan un papel importante en el aprendizaje y la memoria, y los agentes potenciadores del receptor de NMDA, como la sarcosina (N-metilglicina), se han utilizado como terapia complementaria de la esquizofrenia. Los ensayos clínicos preliminares indicaron que la ingesta de sarcosina mejoró no solo los síntomas psicóticos sino también depresivos en pacientes con esquizofrenia , por lo que también puede ser un complemento útil para tratar trastornos esquizoafectivos de tipo depresivo donde los antidepresivos glutamatérgicos de acción rápida, particularmente los antagonistas de NMDA como esketamina, puede promover el empeoramiento de las características psicóticas (aunque el análisis de riesgo-beneficio está en curso en este momento).     

### Posible marcador de cáncer de próstata
Se informó que la sarcosina activa las células de cáncer de próstata e indica la malignidad de las células de cáncer de próstata cuando se mide en orina. La sarcosina se identificó como un metabolito diferencial que aumentó considerablemente durante la progresión del cáncer de próstata a metástasis y se pudo detectar en la orina.  Los niveles de sarcosina parecían controlar la invasividad del cáncer.  
Esta conclusión ha sido disputada.